# Gisbert Egon von Fürstenberg-Stammheim
Gisbert Egon Maria Sophia Franz Graf von Fürstenberg-Stammheim (* 29. März 1836 auf Schloss Stammheim (Köln); † 28. März 1908 in Bonn) war ein deutscher Offizier und Politiker.

## Leben

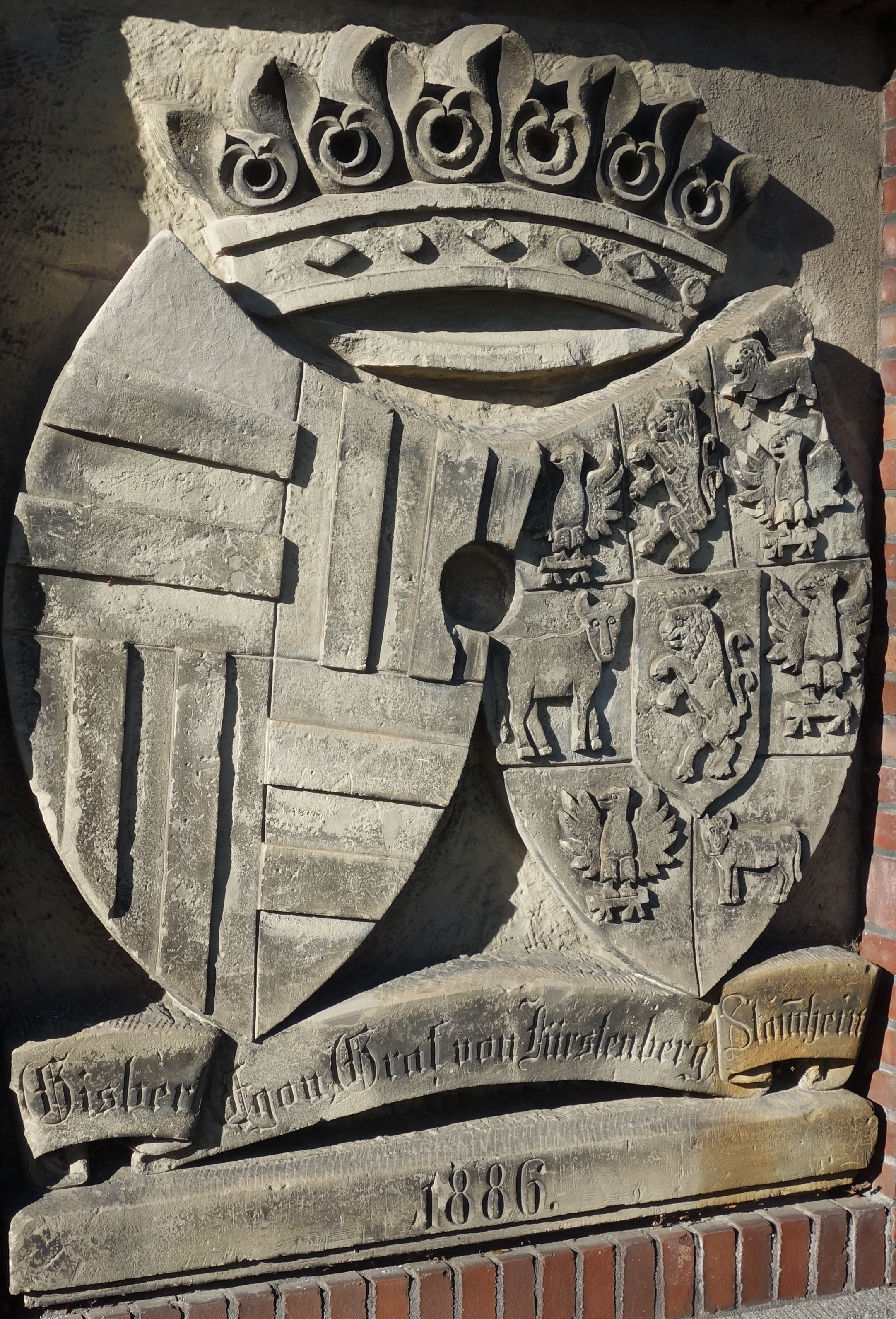
Ehe-Allianzwappenstein des Grafen Fürstenberg und seiner Gattin, geb. Gräfin Auersperg, Kevelaer-Kapelle Bürrig

Fürstenberg-Stammheim entstammte dem westfälischen Adelsgeschlecht Fürstenberg. Er war der Sohn des Großgrundbesitzers und Politikers Graf Franz Egon von Fürstenberg-Stammheim (* 24. März 1797 auf Schloss Herdringen; † 20. Dezember 1859 in Köln) und dessen Ehefrau Paula geborene Freiin von Romberg (* 8. August 1805 in Münster; † 5. September 1891 in Bonn). Er war katholisch und heiratete am 16. August 1862 Eugenie (Zenka) Eleonore Gräfin von Auersperg (* 15. Oktober 1839 in Prag; † 3. August 1925 im Schloss Stammheim).
Fürstenberg-Stammheim besuchte das Gymnasium in Münster und von 1853 bis 1857 die Rheinische Ritterakademie Bedburg. Von Oktober 1857 bis September 1858 diente er als Einjährig-Freiwilliger beim 7. Husarenregiment. Ab August 1859 war er Sekondelieutnant im 28. Landwehrregiment und dann von September 1858 bis Februar 1860 beim 7. Husarenregiment. 1866 nahm er im Rheinischen Kürassierregiment am Deutschen Krieg teil. 1873 wurde er Premierleutnant beim 6. Rheinischen Landwehrregiment Nr. 68 und zuletzt 1879 Rittmeister.
1868 sowie im März 1875 wurde er als stellvertretender Abgeordneter der Ritterschaft der Regierungsbezirke Koblenz/Trier/Köln in den Provinziallandtag der Rheinprovinz einberufen. 1877, 1881 und 1883 und 1885 war er dann Abgeordneter. Nach dem neuen Wahlrecht von 1888 wurde er erneut gewählt. Seit dem 12. Februar 1901 war er stellvertretender Landtagsmarschall. 1908 wurde er zum Landtagsmarschall gewählt konnte diese Funktion krankheitsbedingt aber nicht mehr wahrnehmen. Von Juni 1894 bis zu seinem Tode 1908 war er Mitglied im Provinzialausschuss. Zwischen 1902 und 1906 war er auch Mitglied im Bezirksausschuss in Köln.
Seit 1866 war er Mitglied des Preußischen Herrenhauses auf Lebenszeit.
1875 wurde er zum königlich preußischen Kammerherren ernannt. 1885 erhielt er den Titel eines Schlosshauptmanns von Koblenz. 1884 erhielt er den Kronenorden 2. Klasse mit Schwertern am Ringe, 1876 die 1. Klasse sowie die Landwehr-Dienstauszeichnung. 1877 wurde er mit dem Roten Adlerorden 3. Klasse und 1891 mit der 2. Klasse ausgezeichnet. 1888 erhielt er den Osmanié-Orden 2. Klasse des türkischen Sultans. 1897 wurde ihm das Prädikat Exzellenz verliehen.